# Yusufelijská přehradní nádrž
Yusufelijská přehradní nádrž (turecky Yusufeli Barajı) je postavena na řece Čoroch, ležící v provincii Artvin v Černomořském regionu. Hlavním úkolem je výroba elektrické energie, instalovaný výkon je 540 MW.
Výstavba začala 26. února 2013 a zprovozněna má být 29. května 2018. Po dokončení se bude jednat o přehradní nádrž s nejvyšší hrází v Turecku.
Výstavba přehrady je kontroverzní kváli předpokládanému dopadu na biologickou rozmanitost v oblasti, spolu s vysídlením místních obyvatel.